# Ray Allen
Walter Ray Allen (Merced, Kalifornija, 20. srpnja 1975.) američki je profesionalni košarkaš. Igra na poziciji bek šutera, a trenutačno je član NBA momčadi Miami Heata. U svojoj NBA karijeri igrao je još za Milwaukee Buckse, Seattle SuperSonicse i Boston Celticse. Smatra se jednim od najboljih šutera u povijesti NBA lige, desset puta NBA All-Star i osvajač zlatne medalje na Olimpijskim igrama u Sydneyu 2000. godine. Allen je imao kratku glumačku karijeru. Zajedno s Denzelom Washingtonom glumio u filmu Dobio je igru iz 1998. godine. Tumačio je talentiranog košarkaša Jesusa Shuttleswortha. "Vlasnik" je dva NBA prstena.

## Životopis

### Sveučilište
Allen je od 1993. do 1996. pohađao sveučilište Connecticut. U posljednjoj godini na sveučilištu, Allen je izabran u All-American prvu momčad i osvojio je nagradu za Igrača godine u Big East konferenciji. Allen je sveučilište završio s 1.992 poena kao treći najbolji strijelac Huskiesa svih vremena. 2001. izabran je počasnim kapetanom od 25 članova "Connecticutove momčadi stoljeća". 5. veljače 2007., Allenov dres i broj umirovljeni su na stropu Connecticutove dvorene Gampel Pavilion, tijekom poluvrijemena košarkaške utakmice protiv sveučilišta Syracuse. 

### NBA karijera

#### Milwaukee Bucks (1996. – 2003.)
Allen je izabran kao peti izbor NBA drafta 1996. od strane Minnesote Timberwolvesa. Nedugo nakon drafta, Allen je zajedno s Andrewom Langom zamijenjen u Milwaukee Buckse, za prava na četvrti izbor drafta Stephona Marburya. Na kraju sezone izabran je u All-NBA Rookie drugu petorku. Najuspješnije rezdoblje u Bucksima imao je tijekom sezone 2000./01. Tada je na All-Star vikendu sudjelovao i pobijedio u natjecanju u tricama, izborio All-NBA treću petorku i bio član "Velike trojice" Bucksa, zajedno s Samom Casselom i Glennom Robinsonom. Te sezone su Bucksi stigli do finala Istočne konferencije, gdje su u sedam utakmica poraženi od Philadelphia 76ersa. 

#### Seattle SuperSonics (2003. – 2007.)
Allen je u Bucksima ostao do sredine sezone 2002./03., kada je zajedno s Ronaldom Murrayjem, Kevinom Olliem i budućim izborom prvog kruga drafta, zamijenjen u Seattle SuperSonicse za Gary Paytona i Desmonda Masona. Nakon sitnih ozljeda tijekom sezone 2003./04., Allen je zajedno sa suigračem Rashardom Lewisom izabran u All-NBA drugu petorku i predvodio je Sonicse do polufinala Zapadne konferencije. Nakon sezone 2005./05., Allen je potpisao petogodišnji ugovor vrijedan 80 milijuna $. Tijekom regularnog dijela sezone 2006./07., Allen je u prosjeku postizao najviših (u karijeri) 26,4 poena, uz 4,5 skokova i 4,1 asistenciju po utakmici. Allen je tijekom svog boravka u Seattleu osvojio mnogo osobnih priznanja. 12. ožujka 2006. postao je 97 igračem koji je probio granicu od 15.000 poena u NBA karijeri. 17. travnja 2008. stigao je na drugo mjesto, iza Reggieja Millera na NBA ljestvici svih vremena po broju ubačenih trica. 12. siječnja 2007., Allen je postigao učinak karijere od 54 poena za pobjedu Sonicsa u produžetku nad Utah Jazzom 122:114. To je ujedno drugi najveći broj poena nekog igrača Sonicsa u povijesti tog kluba, a prvo mjesto drži Fred Brown, koji je u ožujku 1974. godine postigao 58 poena protiv Golden Statea. Nedugo zatim se ozljedio i propustio ostatak sezone 2006./07. Nakon što se oporavio od ozljede, Sonicsi su odlučili krenuti u stvaranje nove momčadi, a u to se nisu uklapali planovi ostanka Raya Allena i Rasharda Lewisa koji je tražio maksimalan ugovor.

#### Boston Celtics (2007. – 2012.)
Allen je u razmjeni igrača zajedno s izborom 2. kruga drafta (Glen Davis) zamijenjen u Boston Celticse, dok su Seattle SuperSonicse stigli izbor 1. kruga drafta (Jeff Green), Delonte West i Wally Sczerbiak. U studenome 2007., Allen je u produžetku protiv Toronto Raptorsa postigao odlučujuću tricu za pobjedu Celticsa 98-95. U toj utakmici postigao je 33 poena, te je prešao granicu od 17.000 poena u karijeri. 13. veljače 2008., Allen je sudjelovao na NBA All-Star utakmici u momčadi Istočne konferencije kao zamjena za ozljeđenog Carona Butlera. U toj utakmici Allen je postigao 28 poena i zajedno je LeBron James (27 koševa, devet asistencija i osam skokova) predvodio momčad Istoka do pobjede 134:128. Allen je u posljednje tri minute i 15 sekundi pogodio tri uzastopne trice, dok je James osvojio nagradu za najkorisnijeg igrača utakmice.
28. ožujka 2008. Allen je počašćen kao treći od 20 najvećih igrača franšize Milwaukeea tijekom 40. obljetnice postojanja kluba, ali nije mogao prisustvovati svečanosti zbog utakmice Celticsa protiv New Orleans Hornetsa. 17. lipnja 2008., Allen je u posljednjoj šestoj utakmici NBA finala protiv Los Angeles Lakersa, sa sedam trica izjednačio rekord po broju pogođenih trica u NBA finalu. Uz to je s 22 trice srušio rekord Dana Majerlea i Dereka Harpera, koji su finalnim serijama pogodili 17 trica. 5. veljače 2009., Allen je ponovo izabran na NBA All-Star utakmicu kao zamjena za ozljeđenog Jameera Nelsona. To je bio Allenov deveti nastup na NBA All-Star utakmici i drugi nastup zajedno sa suigračima Kevinom Garnettom i Paulom Pierceom. 
U prvoj utakmici prvog kruga doigravanja protiv Chicago Bullsa, Allen je bio indisponiran. Utakmicu je završio šutom 1 od 11 iz igre, a Celticsi su izgubili s dva razlike. U drugoj utakmici, Allen je odigrao sjajno. Pogodio je dvije sekunde prije kraja tricu za pobjedu i izjednačenje serije, a ukupno zabio 30 poena (trice 6/10). Boston je na kraju u sedmoj utakmici uspio izbaciti Bullse iz doigravanja, međutim Celticsi su kasnije ispali u drugom krugu od Orlando Magica. 10. prosinca 2009. Allen je, postigavši 18 poena, prešao brojku od 20.000 poena u karijeri. 6. lipnja 2010., u drugoj utakmici NBA finala, Allen je postigao 32 poena, od toga čak 8 trica. Time je srušio rekord Michaela Jordana po broju postignutih trica u jednom poluvremenu utakmice, te rekord po broju postignutih trica u jednoj utakmici NBA finala. Međutim, samo 48 sati kasnije, Allen je iz igre šutirao vrlo loših 0/13 čime je ostvario drugi najlošiji šuterski omjer u povijesti NBA finala i time pridonio porazu svoje momčadi rezultatom 91:84.
2012. je godine Allen odbio dvogodišnji ugovor Celticsa od 12 milijuna dolara i prihvatio trogodišnji ugovor s Miami Heatom, koji je ograničen svojim iznimkama srednje razine u iznosu od nešto više od 3 milijuna dolara po sezoni.

## NBA statistika

#### Regularni dio
| Godina    | Klub      | Odig. uta. | Uta. poč. | Min. | 2P%   | 3P%   | Sl. bac.% | Skok. | Asist. | Ukr. lop. | Blok. | Poena |
| --------- | --------- | ---------- | --------- | ---- | ----- | ----- | --------- | ----- | ------ | --------- | ----- | ----- |
| 1996./97. | Milwaukee | 82         | 81        | 30,9 | 0,430 | 0,393 | 0,823     | 4,0   | 2,6    | 0,9       | 0,1   | 13,4  |
| 1997./98. | Milwaukee | 82         | 82        | 40.1 | .428  | .364  | .875      | 4.9   | 4.3    | 1.4       | .2    | 19.5  |
| 1998./99. | Milwaukee | 50         | 50        | 34.4 | .450  | .356  | .903      | 4.2   | 3.6    | 1.1       | .1    | 17.1  |
| 1999./00. | Milwaukee | 82         | 82        | 37.4 | .455  | .423  | .887      | 4.4   | 3.8    | 1.3       | .2    | 22.1  |
| 2000./01. | Milwaukee | 82         | 82        | 38.2 | .480  | .433  | .888      | 5.2   | 4.6    | 1.5       | .2    | 22.0  |
| 2001./02. | Milwaukee | 69         | 67        | 36.6 | .462  | .434  | .873      | 4.5   | 3.9    | 1.3       | .3    | 21.8  |
| 2002./03. | Milwaukee | 47         | 46        | 35.8 | .437  | .395  | .913      | 4.6   | 3.5    | 1.2       | .2    | 21.3  |
| 2002./03. | Seattle   | 29         | 29        | 41.3 | .441  | .351  | .920      | 5.6   | 5.9    | 1.6       | .1    | 24.5  |
| 2003./04. | Seattle   | 56         | 56        | 38.4 | .440  | .392  | .904      | 5.1   | 4.8    | 1.3       | .2    | 23.0  |
| 2004./05. | Seattle   | 78         | 78        | 39.3 | .428  | .376  | .883      | 4.4   | 3.7    | 1.1       | .1    | 23.9  |
| 2005./06. | Seattle   | 78         | 78        | 38.7 | .454  | .412  | .903      | 4.3   | 3.7    | 1.4       | .2    | 25.1  |
| 2006./07. | Seattle   | 55         | 55        | 40.3 | .438  | .372  | .903      | 4.5   | 4.1    | 1.5       | .2    | 26.4  |
| 2007./08. | Boston    | 73         | 73        | 35.9 | .445  | .398  | .907      | 3.7   | 3.1    | .9        | .2    | 17.4  |
| 2008./09. | Boston    | 79         | 79        | 36.4 | .480  | .409  | .952      | 3.5   | 2.8    | .9        | .2    | 18.2  |
| 2009./10. | Boston    | 80         | 80        | 35.2 | .477  | .363  | .913      | 3.2   | 2.6    | .8        | .3    | 16.3  |
| Ukupno    |           | 1022       | 1018      | 37.1 | .450  | .396  | .894      | 4.3   | 3.7    | 1.2       | .2    | 20.5  |
| All-Star  |           | 9          | 0         | 20.3 | .421  | .313  | .733      | 2.4   | 2.2    | 1.2       | .2    | 14.8  |

#### Doigravanje
| Godina    | Klub      | Odig. uta. | Uta. poč. | Min. | 2P%   | 3P%   | Sl. bac.% | Skok. | Asist. | Ukr. lop. | Blok. | Poena |
| --------- | --------- | ---------- | --------- | ---- | ----- | ----- | --------- | ----- | ------ | --------- | ----- | ----- |
| 1998./99. | Milwaukee | 3          | 3         | 40,0 | 0,532 | 0,474 | 0,615     | 7,3   | 4,3    | 1,0       | 0,3   | 22,3  |
| 1999./00. | Milwaukee | 5          | 5         | 37.2 | .444  | .385  | .909      | 6.6   | 2.6    | 1.6       | .0    | 22,0  |
| 2000./01. | Milwaukee | 18         | 18        | 42.7 | .477  | .479  | .919      | 4.1   | 6.0    | 1.3       | .6    | 25,1  |
| 2004./05. | Seattle   | 11         | 11        | 39.6 | .474  | .378  | .889      | 4.3   | 3.9    | 1.3       | .4    | 26,5  |
| 2007./08. | Boston    | 26         | 26        | 38.0 | .428  | .396  | .913      | 3.8   | 2.7    | .9        | .3    | 15,6  |
| 2008./09. | Boston    | 14         | 14        | 40.4 | .403  | .350  | .948      | 3.9   | 2.6    | 1.1       | .4    | 18,3  |
| Ukupno    |           | 77         | 77        | 39.8 | .451  | .406  | .904      | 4.3   | 3.7    | 1.1       | .4    | 20,5  |

## Vanjske poveznice
- Profil na NBA.com
- Profil  Arhivirana inačica izvorne stranice od 3. travnja 2013. (Wayback Machine) na Basketball-Reference.com
- Ray Allen u internetskoj bazi filmova IMDb-u (engl.)